# Fedor Štarke
Ing. Fedor Štarke (* 24. února 1945) je bývalý slovenský fotbalista, záložník.

## Fotbalová kariéra
V československé lize hrál za AC Nitra. Nastoupil v 96 ligových utkáních. Dal 15 ligových gólů.

## Ligová bilance
| Ročník                                   | Zápasy | Góly | Klub     |
| ---------------------------------------- | ------ | ---- | -------- |
| 1. československá fotbalová liga 1971/72 | 25     | 1    | AC Nitra |
| 1. československá fotbalová liga 1972/73 | 26     | 4    | AC Nitra |
| 1. československá fotbalová liga 1973/74 | 25     | 5    | AC Nitra |
| 1. československá fotbalová liga 1974/75 | 21     | 5    | AC Nitra |
| CELKEM                                   | 96     | 15   |          |